# Orquesta Filarmónica Estatal de Hamburgo
La Orquesta Filarmónica Estatal de Hamburgo (en alemán Philharmonisches Staatsorchester Hamburg), también conocida simplemente como Orquesta Filarmónica de Hamburgo (en alemán Philharmoniker Hamburg), es una orquesta sinfónica de renombre internacional con sede en Hamburgo. Desde 2015 Kent Nagano es director general de música (Generalmusikdirektor) y director titular (Chefdirigent). Esta es la orquesta de la Ópera Estatal de Hamburgo. Se trata de una de las tres principales orquestas de Hamburgo, las otras son la Orquesta Sinfónica de Hamburgo y la Orquesta NDR de la Filarmónica del Elba.

## Historia
El 9 de noviembre de 1828 se fundó en Hamburgo la institución precursora de esta orquesta, que fue la Sociedad Filarmónica o Die Philharmonische Gesellschaft. Se trataba de una "asociación para la realización de conciertos de invierno". Su primer director fue Friedrich Wilhelm Grund, que convirtió la Sociedad en un lugar de encuentro durante el siglo XIX para artistas de renombre, como Clara Schumann, Franz Liszt, Hans von Bülow y Johannes Brahms. Chaikovski viaja a Hamburgo para el estreno alemán de su Sinfonía n.º 5, que dedica a la junta de la Sociedad Filarmónica.
En 1896 se creó la Asociación de Amigos de la Música de Hamburgo, o Vereins Hamburgischer Musikfreunde, con el objetivo de crear una orquesta sinfónica permanente no estacional en Hamburgo mediante la recaudación de fondos privados y estatales. La asociación cuenta con el apoyo del Senado de Hamburgo para alcanzar sus objetivos. Durante el mandato de Max Fiedler como director de la orquesta, introdujo el modernismo en su programa y logró contratar a solistas de renombre, como Artur Schnabel y los violinistas Pablo Sarasate, Fritz Kreisler y Mischa Elman. En 1905 Gustav Mahler dirigió el estreno en Hamburgo de su Sinfonía n.º 5.
En 1934 se fusionó con la Stadttheater-Orchester para convertirse en la Philharmonisches Staatsorchester Hamburg. En 1949 se grabó la célebre Sinfonía n.º 8 de Anton Bruckner bajo la dirección de Eugen Jochum.
En 1984 Hans Zender asume el cargo de Generalmusikdirektor de la Ópera y la Filarmónica. Bajo su batuta se estrenan mundialmente numerosas obras de encargo, por ejemplo, de Luigi Nono y Mauricio Kagel.

## Directores
Die Philharmonische Gesellschaft (1828)
- 1828–1862: Friedrich Wilhelm Grund
- 1867–1895: Julius von Bernuth

Vereins Hamburgischer Musikfreunde (1896)
- 1908–1921: José Eibenschütz
- 1904–1922: Max Fiedler
- 1922–1933: Karl Muck

Philharmonisches Staatsorchester Hamburg (1934)
- 1934–1949: Eugen Jochum[5]
- 1951–1959: Joseph Keilberth, director artístico[6]
- 1961–1973: Wolfgang Sawallisch
- 1973–1976: Horst Stein
- 1976–1982: Aldo Ceccato
- 1984–1988: Hans Zender, GMD (Generalmusikdirektor)
- 1988–1997: Gerd Albrecht, GMD
- 1997–2005: Ingo Metzmacher, GMD
- 2005–2015: Simone Young, GMD
- 2015–2025: Kent Nagano, GMD (director honorario, 2023)[7]
- 2025–: Omer Meir Wellber[8]